# Per Georg Scheutz
Per Georg Scheutz (23 settembre 1795 – 22 maggio 1873) è stato un avvocato e inventore svedese.
È meglio conosciuto per il suo lavoro pionieristico nella tecnologia informatica.

## Biografia
Scheutz ha studiato legge all'Università di Lund, laureandosi nel 1805. Ha poi lavorato come esperto legale e traduttore (ha tradotto diverse opere di William Shakespeare e Sir Walter Scott) prima di dedicarsi prevalentemente alla politica liberale e all'ingegneria meccanica.
Molto importanti sono le sue invenzioni; il più noto di questi è il motore di calcolo scheutziano, inventato nel 1837 e finalizzato nel 1843. Questa macchina, che costruì con suo figlio Edvard Scheutz, era basata sul motore differenziale di Charles Babbage. Nel 1851 ottennero fondi dal governo per costruire un modello migliorato, che fu creato nel 1853 (aveva più o meno le dimensioni di un pianoforte), e successivamente dimostrato alla Fiera Mondiale di Parigi, 1855. La macchina fu poi venduta nel 1856 all'Osservatorio Dudley ad Albany, New York. Nel 1857 il governo britannico ordinò un altro modello, che fu costruito dalla compagnia di Donkin nel 1859.
I dispositivi sono stati utilizzati per creare tabelle logaritmiche. Sebbene la macchina non fosse perfetta e non potesse produrre tabelle complete, Martin Wiberg rielaborò la costruzione da zero e nel 1875 creò un dispositivo compatto che stampasse tabelle complete. Scheutz fu eletto membro della Royal Swedish Academy of Sciences nel 1856.